# متحف ويتني للفن الأمريكي
متحف ويتني للفن الأمريكي، المعروف بشكل غير رسمي باسم ذا ويتني (بالإنجليزية: The Whitney)‏، هو متحف فني في منطقة ميتباكينج ديستركت وأحياء ويست فيلاج في مانهاتن في مدينة نيويورك. تأسست في عام 1930 على يد جيرترود فاندربيلت ويتني (1875–1942)، وهي أحد الأثرياء والبارزين في المجتمع الأمريكي وراعية للفن ونحاتّة سميًّ المتحف على اسمها.
يركز ذا ويتني على الفن الأمريكي في القرنين العشرين والحادي والعشرين. تضم مجموعتها الدائمة، التي تمتد من أواخر القرن التاسع عشر حتى الوقت الحاضر، أكثر من 25000 لوحة ومنحوتات ورسومات ومطبوعات وصور فوتوغرافية وأفلام ومقاطع فيديو ومصنوعات فنية لوسائل الإعلام الجديدة لأكثر من 3500 فنان. يركز بشكل خاص على عرض أعمال الفنانين الأحياء وكذلك الحفاظ على مجموعة دائمة واسعة من القطع الهامة من النصف الأول من القرن الماضي. لطالما كانت المعارض السنوية والبينالية في المتحف مكانًا للفنانين الأصغر سنًا والأقل شهرة الذين يتم عرض أعمالهم هناك.
من عام 1966 إلى عام 2014، كان فندق ويتني في 945 شارع ماديسون في الجانب الشرقي العلوي من مانهاتن في مبنى صممه مارسيل بروير وهاملتون بي. سميث. تم إغلاق المتحف في أكتوبر 2014 للانتقال إلى المبنى الحالي الذي صممه رينزو بيانو في 99 شارع جانسيفورت وافتتح في 1 مايو 2015.

## التاريخ

### السنوات المبكرة

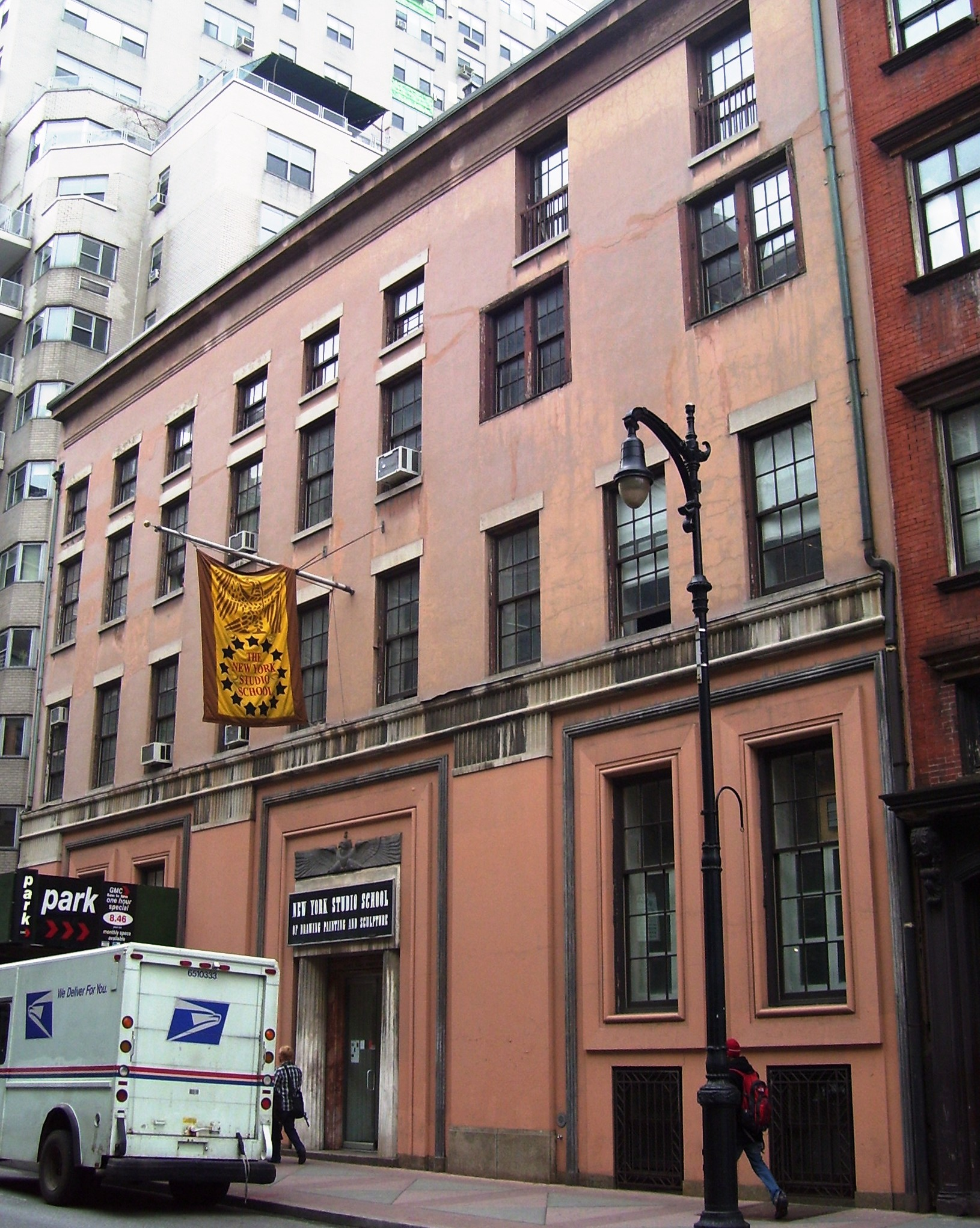
موقع ويتني الأصلي، في 8-12 ويست ستريت الثامن، بين الجادة الخامسة وشارع ماكدوغال في جرينويش فيلاج

كانت جيرترود فاندربيلت ويتني، التي تحمل اسم المتحف ومؤسسها، نحاتًا ذائع الصيت وجامعًا فنيًا جادًا. بصفتها راعية للفنون، بدأت في اكتساب الفن في عام 1905، وحققت بالفعل بعض النجاح مع ويتني ستوديو ونادي ويتني ستوديو، في نيويورك مساحات العرض التي كانت تديرها من عام 1914 إلى عام 1928 للترويج لأعمال الطليعة وغير المعترف بها فنانون أمريكيون. ويتني فضلت الفن جذري للفنانين أمريكيين من مدرسة أشكان مثل جون الفرنسية سلون، جيورج لوكس، وإيفرت شين، فضلا عن غيرهم مثل إدوارد هوبر، ستيوارت ديفيس، شارل ديموت، شارل شيلر، و ماكس فيبر.
بمساعدة مساعدتها، جوليانا آر فورس، جمعت ويتني ما يقرب من 700 عمل فني أمريكي. في عام 1929، عرضت التبرع بأكثر من 500 إلى متحف متروبوليتان للفنون، لكن المتحف رفض الهدية. هذا، جنبًا إلى جنب مع التفضيل الواضح للحداثة الأوروبية في متحف الفن الحديث الذي افتتح مؤخرًا، دفع ويتني لبدء متحفها الخاص، حصريًا للفن الأمريكي، في عام 1929.
تكشف أرشيفات مكتبة ويتني من عام 1928 أنه خلال هذا الوقت، استخدم ستوديو كلوب مساحة معرض فيلهيلمينا ويبر فورلونغ من رابطة طلاب الفنون لعرض عروض متنقلة تتميز بأعمال حداثية. تأسس متحف ويتني للفن الأمريكي في عام 1930؛  في هذا الوقت، كان المهندس المعماري نويل إل ميلر يحول ثلاثة صفوف من المنازل في شارع ويست 8 في قرية غرينتش - أحدها كان 8 ويست 8 ستريت هو موقع نادي الاستوديو - ليكون منزل المتحف، وكذلك سكن ويتني. افتتح المتحف الجديد عام 1931. أصبحت فورس أول مديرة للمتحف، وتحت إشرافها، ركزت على عرض أعمال الفنانين الأمريكيين الجدد والمعاصرين.
في عام 1954، ترك المتحف موقعه الأصلي وانتقل إلى مبنى صغير في شارع 54 متصل وخلفي متحف الفن الحديث في شارع 53. في 15 أبريل 1958، اندلع حريق في الطابق الثاني من وزارة الشؤون البلدية وأسفر عن مقتل شخص مما أجبر على إخلاء اللوحات والموظفين في الطوابق العليا من وزارة الشؤون البلدية إلى ويتني. من بين اللوحات التي تم إجلاؤها كان يوم الأحد بعد ظهر يوم الأحد في جزيرة لا غراند جات، والتي كانت مُعارة من معهد شيكاغو للفنون.

### الانتقال إلى الجانب الشرقي العلوي

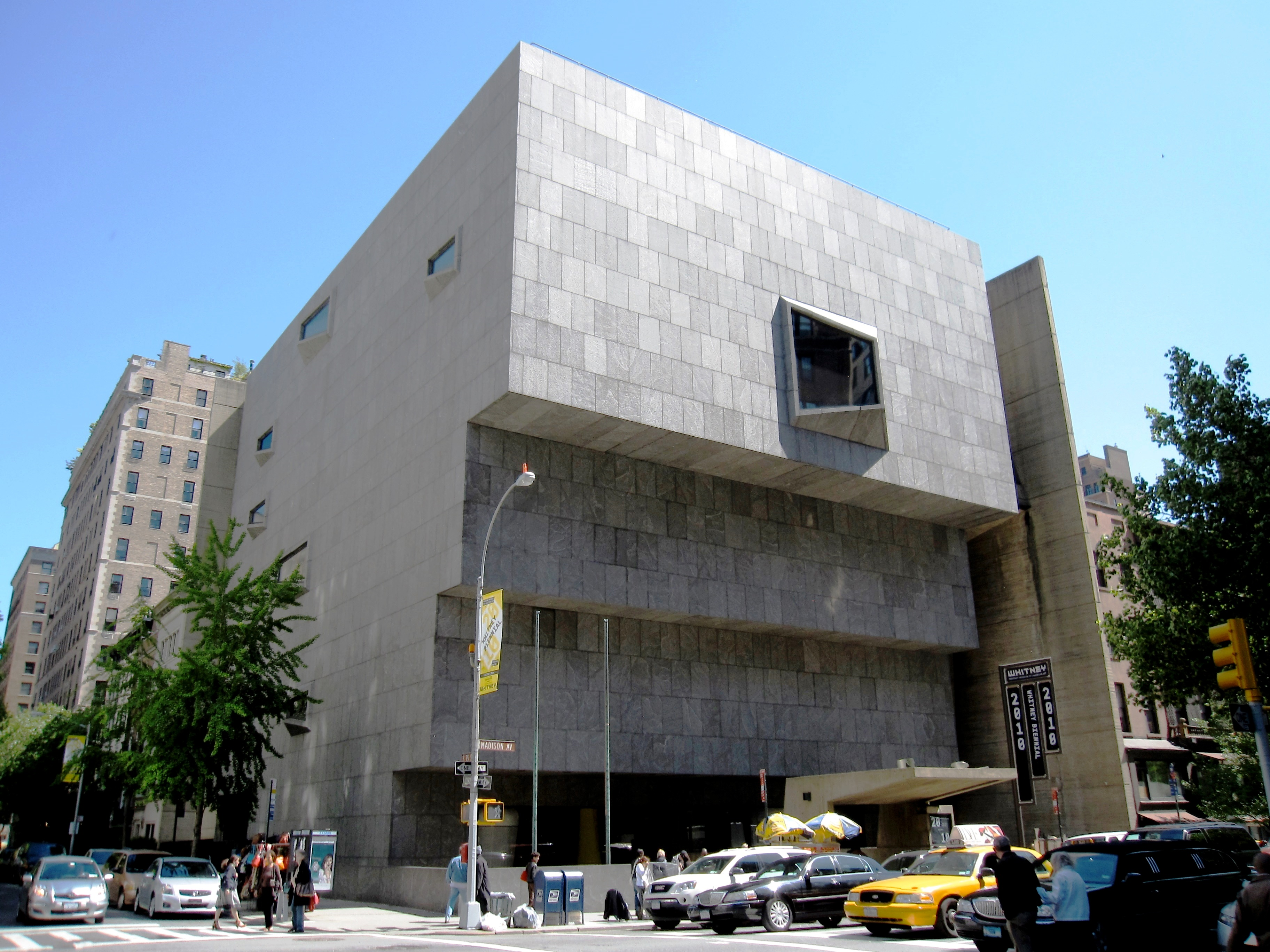
المنزل السابق لمتحف ويتني للفنون الأمريكية (1966-2014) في شارع ماديسون؛ شهد المبنى المصمم من قبل مارسيل بروير العديد من الاستخدامات اللاحقة.

في عام 1961، بدأت عائلة ويتني في البحث عن موقع لمبنى أكبر. في عام 1966، واستقر في الزاوية الجنوبية الشرقية من شارع ماديسون وشارع 75 في مانهاتن الصورة صعيد الجانب الشرقي. المبنى الذي تم التخطيط له وبنائه في 1963-1966 من قبل مارسيل بروير وهاملتون بي سميث بأسلوب حديث مميز، يمكن تمييزه بسهولة عن المنازل المجاورة من خلال واجهة الدرج المصنوعة من أحجار الجرانيت ونوافذها شبه المنحرفة. في عام 1967، عرض ماوريسيو لاسانسكي «الرسومات النازية». سافر المعرض إلى متحف ويتني للفن الأمريكي في نيويورك، حيث ظهر بعروض لويز نيفلسون وأندرو وايث كأول المعروضات في المتحف الجديد.
واجهت المؤسسة مشاكل الفضاء لعقود. في عام 1967، افتتح المتحف مساحة فضائية تسمى مركز الموارد الفنية (ARC). تم افتتاح مركز ARC في الأصل في جنوب برونكس، وتم افتتاحه في شارع Cherry على الجانب الشرقي السفلي. من عام 1973 إلى عام 1983، أدارت ويتني فرعًا في 55 ووتر ستريت، وهو مبنى مملوك لهارولد يوريس، الذي أعطى المتحف إيجارًا بدولار واحد سنويًا. في عام 1983، أنشأت شركة فيليب موريس إنترناشونال فرع ويتني في بهو مقرها الرئيسي في بارك أفينيو. في عام 1981، افتتح المتحف مساحة عرض في ستامفورد، كونيتيكت، في شامبيون إنترناشيونال. في أواخر الثمانينيات من القرن الماضي، دخلت ويتني في ترتيبات مع بارك تاور رياليتي وآي بي إم و إكويتبل لايف أسيرنس سوسياتي في الولايات المتحدة، حيث أقامت متاحف ساتلية مع معارض دورية في ردهات مبانيها. كان لكل متحف مديره الخاص، مع الموافقة على جميع الخطط من قبل لجنة ويتني.
حاولت المؤسسة توسيع مبناها التاريخي في عام 1978، حيث كلفت المهندسين المعماريين في المملكة المتحدة ديريك ووكر ونورمان فوستر بتصميم برج طويل بجانبه، وهو الأول من عدة مقترحات من كبار المهندسين المعماريين، ولكن في كل مرة، تم التخلي عن هذا الجهد، بسبب التكلفة، التصميم أو كليهما. لتأمين مساحة إضافية لمجموعات المتحف، طور المخرج توماس إن. أرمسترونج الثالث خططًا لمبنى مكون من 10 طوابق بقيمة 37.5 مليون دولار بالإضافة إلى المبنى الرئيسي. وقد قوبلت الإضافة المقترحة، التي صممها مايكل جريفز وأعلن عنها في عام 1985، بمعارضة فورية. وقد اقترح جريفز هدم الأحجار البنية المجاورة وصولاً إلى الزاوية الشرقية لشارع 74 كإضافة تكميلية. فقد المشروع تدريجيًا دعم أمناء المتحف، وأُسقطت المخططات عام 1989. بين عامي 1995 و 1998، خضع المبنى لتجديد وتوسيع من قبل ريتشارد جلوكمان. في عام 2001، تم تكليف ريم كوهالس بتقديم تصميمين لتوسيع 200 مليون دولار. تم إسقاط هذه الخطط في عام 2003، مما تسبب في استقالة المدير التنفيذي ماكسويل إل أندرسون. افتتح داني ماير، صاحب المطعم في نيويورك، مطعمًا بلا عنوان في المتحف في مارس 2011. تم تصميم المساحة بواسطة مجموعة روكويل.

### الانتقال إلى وسط المدينة

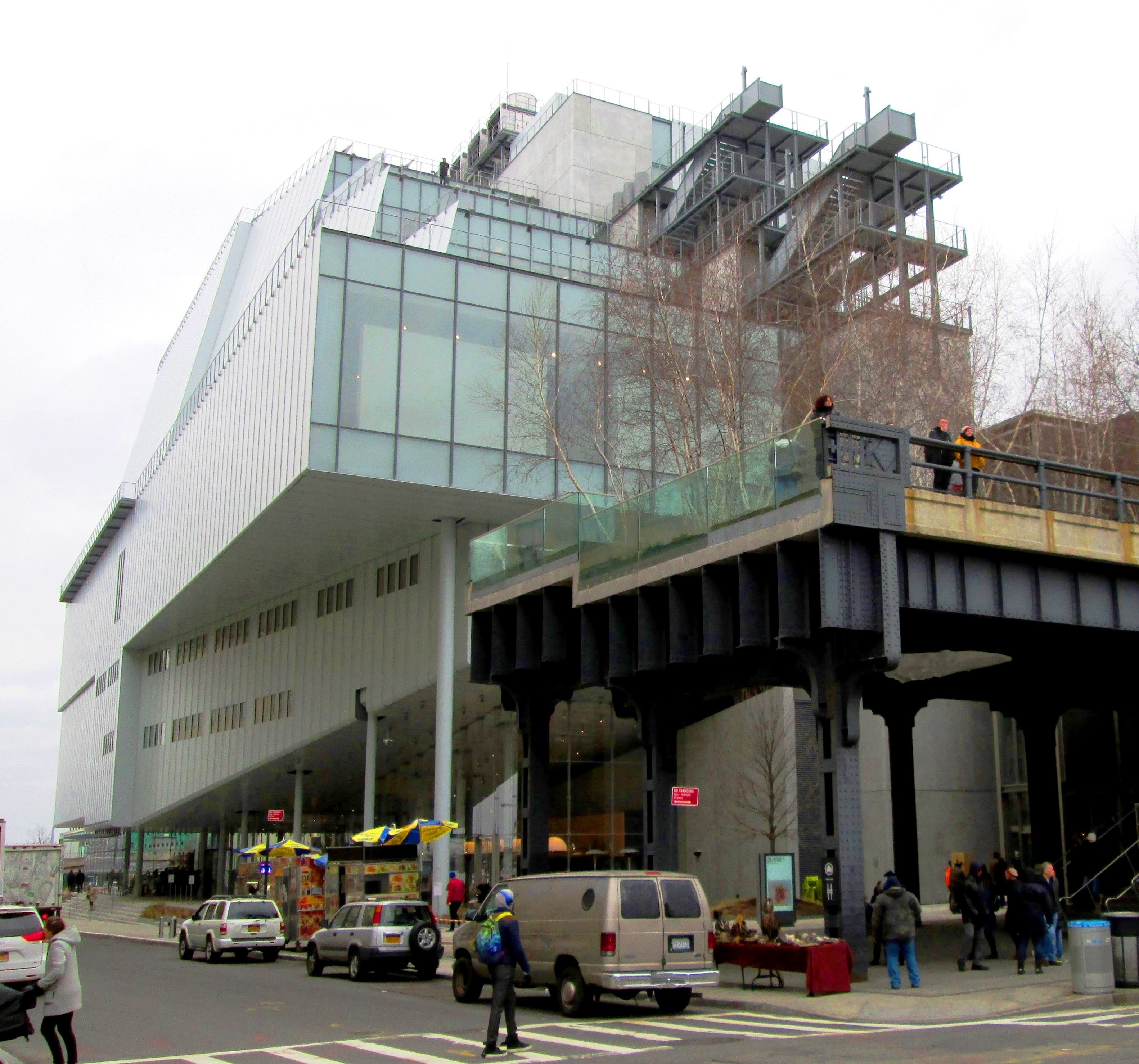
مدخل ويتني عبر هاي لاين

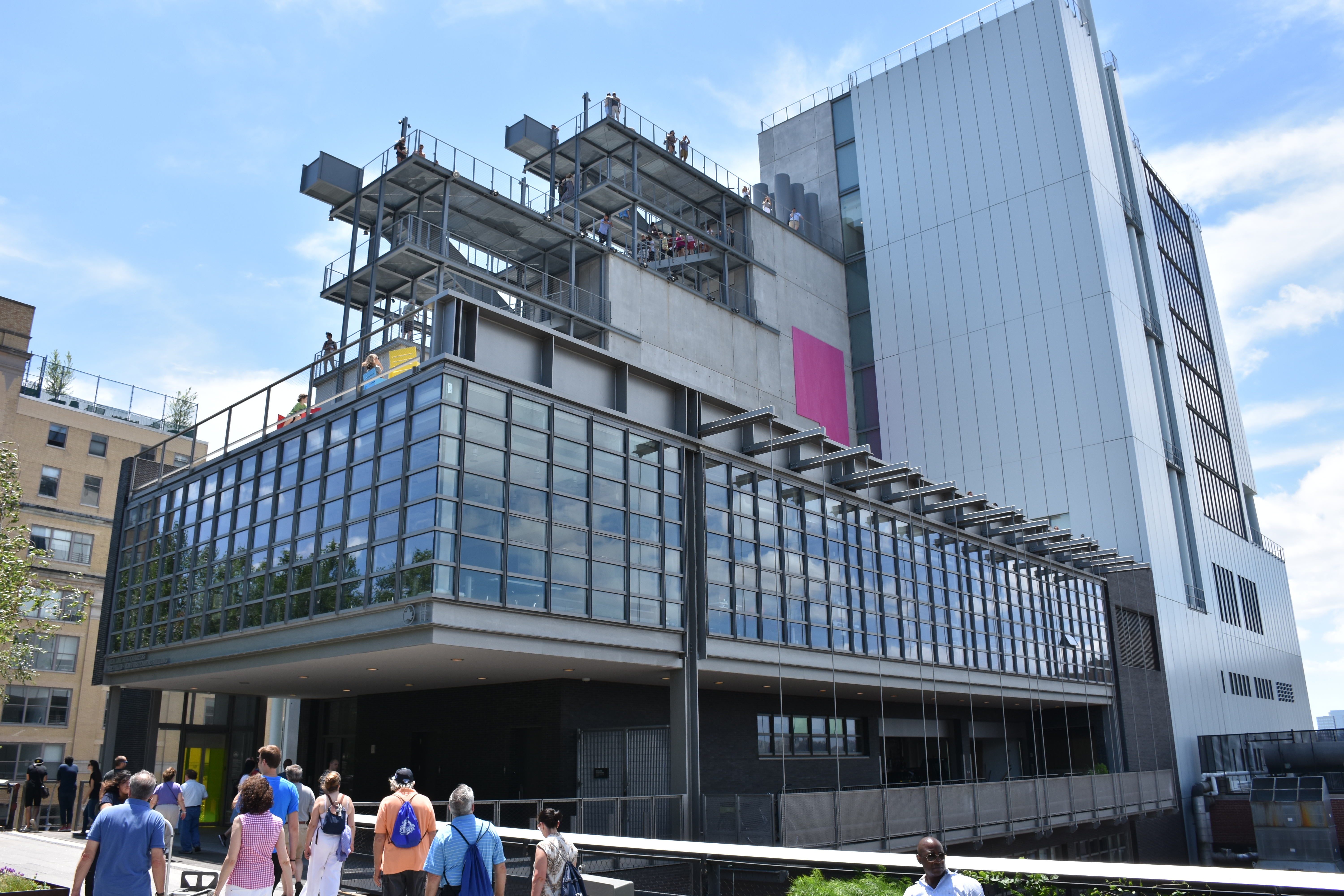
متحف ويتني، مدينة نيويورك عام 2016: صمم المبنى رينزو بيانو.

قام ويتني بتطوير مبنى رئيسي جديد، صممه رينزو بيانو، في ويست فيليدج ومنطقة تعليب اللحوم في مانهاتن السفلى. تم بناء المتحف الجديد، عند تقاطع شارعي جانسيفورت وواشنطن، على موقع مملوك للمدينة سابقًا ويمثل المدخل الجنوبي لمتنزه هاي لاين. بدأ البناء في عام 2010 واكتمل في عام 2015. تكلفتها 422 مليون دولار.
يمتد الهيكل الجديد على 200,000 قدم مربع (19,000 م2) وثمانية طوابق تشمل أكبر مساحات للمعارض الفنية خالية من الأعمدة في المدينة، ومركزًا تعليميًا، ومسرحًا، ومختبرًا للحفظ، ومكتبة وغرف قراءة. تم تخصيص طابقين بالكامل لمجموعة المتحف الدائمة. العمل الفني الدائم الوحيد الذي تم تكليفه بالموقع - المصاعد الأربعة الرئيسية - من تصميم ريتشارد آرتشواجر. تضم مجموعة المبنى الجديد أكثر من 600 عمل لأكثر من 400 فنان. طوابق المراقبة في الطوابق من الخامس إلى الثامن مرتبطة بدرج خارجي.
المبنى الجديد أكثر اتساعًا وانفتاحًا من المباني القديمة.
احتاج المتحف إلى جمع 760 مليون دولار للمبنى ووقفه. في مايو 2011، أعلن متحف متروبوليتان للفنون أنه أبرم اتفاقية لشغل مبنى ماديسون أفينيو لمدة ثماني سنوات على الأقل بدءًا من عام 2015، مما خفف من عبء ويتني المتمثل في الاضطرار إلى تمويل مساحتين كبيرتين للمتحف. تم تأجيل احتلال المكان القديم إلى عام 2016.
بعد 30 أبريل 2015، حفل قص الشريط الاحتفالي بحضور ميشيل أوباما وبيل دي بلاسيو، تم افتتاح المبنى الجديد في 1 مايو 2015.

## المجموعة

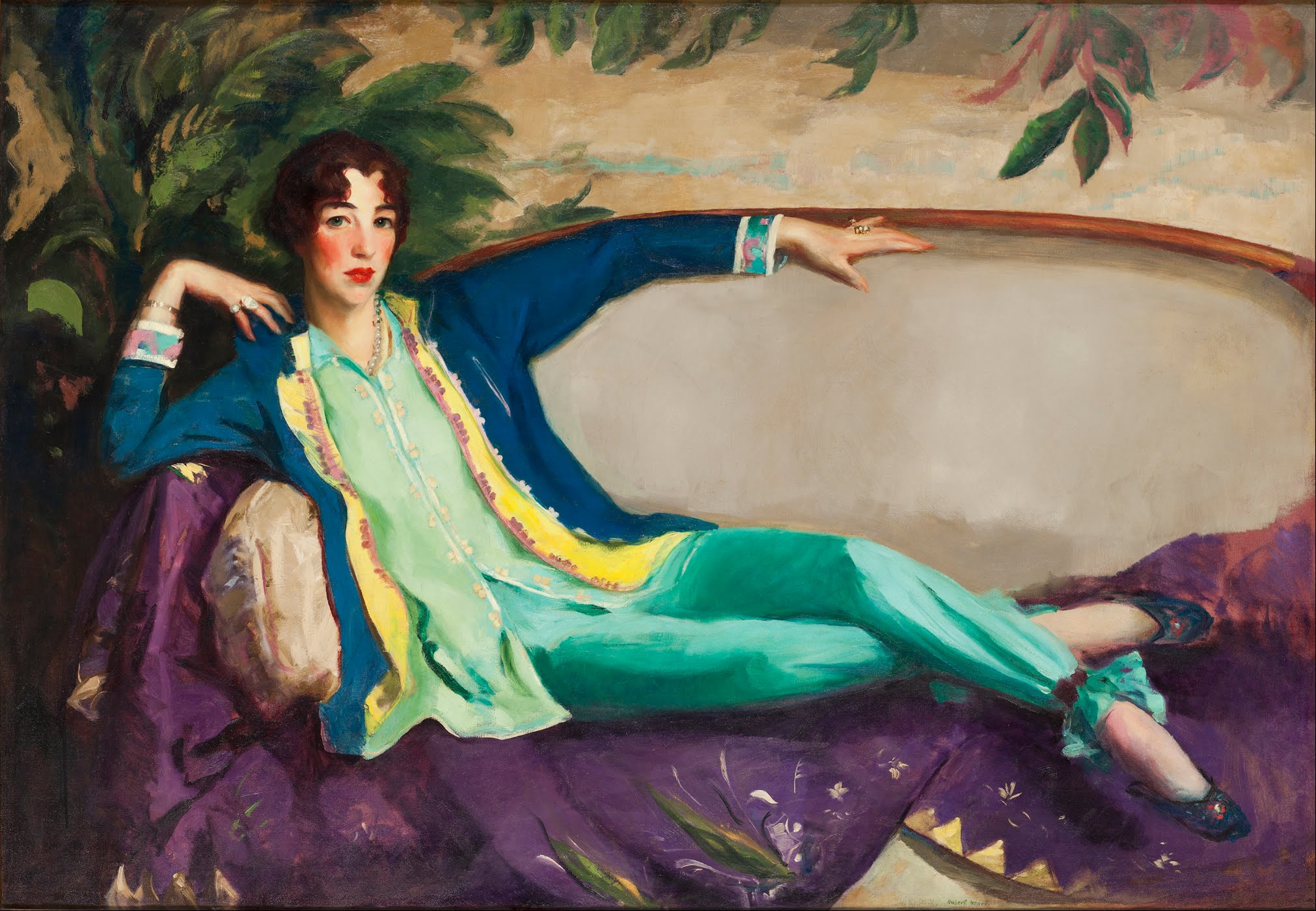
جيرترود فاندربيلت ويتني لروبرت هنري (1916)

يعرض المتحف لوحات ورسومات ومطبوعات ومنحوتات وفنون تركيب وفيديو وتصوير.
نمت الأعمال الأصلية البالغ عددها 600 في المجموعة الدائمة إلى حوالي 1300 مع افتتاح المبنى الثاني في عام 1954. نما هذا الرقم إلى حوالي 2000 بعد انتقاله إلى مبنى برور في ماديسون أفونيو في عام 1966. بدأت في جمع الصور في عام 1991. اليوم، تمتد من أواخر القرن التاسع عشر حتى الوقت الحاضر، تحتوي المجموعة على أكثر من 25000 عمل فني لما يزيد عن 3500 فنان. ومن بين الفنانين الممثلين جوزيف ألبرز، وجو أندوي، وإدموند آرتشر، ودونالد بايشلر، وتوماس هارت بينتون، ولوسيل بلانش، وجوناثان بوروفسكي، ولويز بورجوا، وسونيا جوردون براون، وتشارلز بورشفيلد، وألكسندر كالدر، وسوزان كابورايل، ونورمان كارتون، وكارولينا كايسيدو، وتشينغ هو تشينغ.، تاليا شيتريت، آن كرافن، آنا كرايكروفت، دان كريستنسن، جريج كولسون، سوزان كروكر، رونالد ديفيز، ستيوارت ديفيس، ميرا دانسي، ليندسي ديكر، مارثا دايموند، ريتشارد ديبنكورن، دانييلا دولنج، آرثر دوف، لوريتا دنكلمان، ويليام إيجلستون، هيلين فرانكينثالر، جورجيا أوكيف، أرشيل غوركي، كيث هارينغ، غريس هارتيغان، مارسدن هارتلي، روبرت هنري، كارمين هيريرا، إيفا هيس، هانس هوفمان، إدوارد هوبر، جاسبر جونز، كوريتا كينت، فرانز كلاين، تيرينس كوه، ويليم دي كوننغ، لي كراسنر، روني لاندفيلد، جون مارين، نوكس مارتن، جون مكراكين، جون ماكلولين، روبرت مذرويل، بروس نومان، لويز نيفيلسون، بارنيت نيومان، كينيث نولاند، بول فايفر، جاكسون بولوك، لاري بونس، موريس برندرغاست، كينيث برايس، روبرت راوشينبرج، مان راي، مارك روثكو، مورجان راسل، ألبرت بينكهام رايدر، سيندي شيرمان، جون سلون، فرانك ستيلا، آندي وارهول، ومئات آخرين.
كل عامين، يستضيف المتحف بينالي ويتني، وهو معرض فني دولي يعرض العديد من الفنانين الأقل شهرة الجدد في المشهد الفني الأمريكي. وقد عرضت أعمالًا للعديد من الفنانين البارزين، وظهرت أعمالًا غير تقليدية، مثل معرض عام 1976 لبناة الأجسام الحية، والذي يضم أرنولد شوارزنيجر.
بالإضافة إلى مجموعته التقليدية، لدى ويتني موقع ويب، Artport، يعرض «نيت آرت» الذي يتغير بانتظام. لن يبيع ويتني أي عمل لفنان على قيد الحياة لأنه قد يضر بمهنة هذا الفنان، لكنه سيتاجر بعمل فنان حي مقابل قطعة أخرى للفنان نفسه.

### معرض الصور

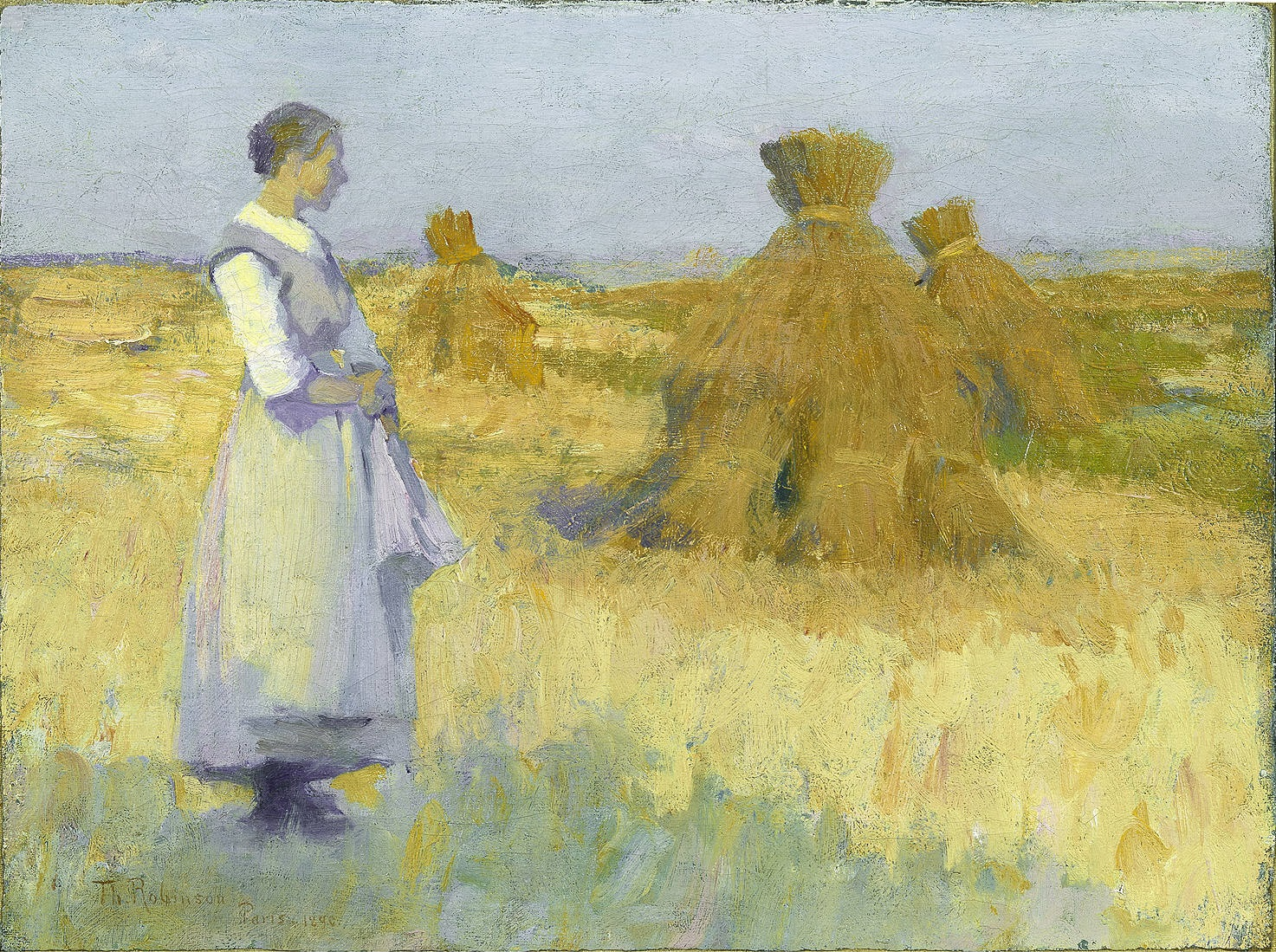
ثيودور روبنسون، Etude، (1890)
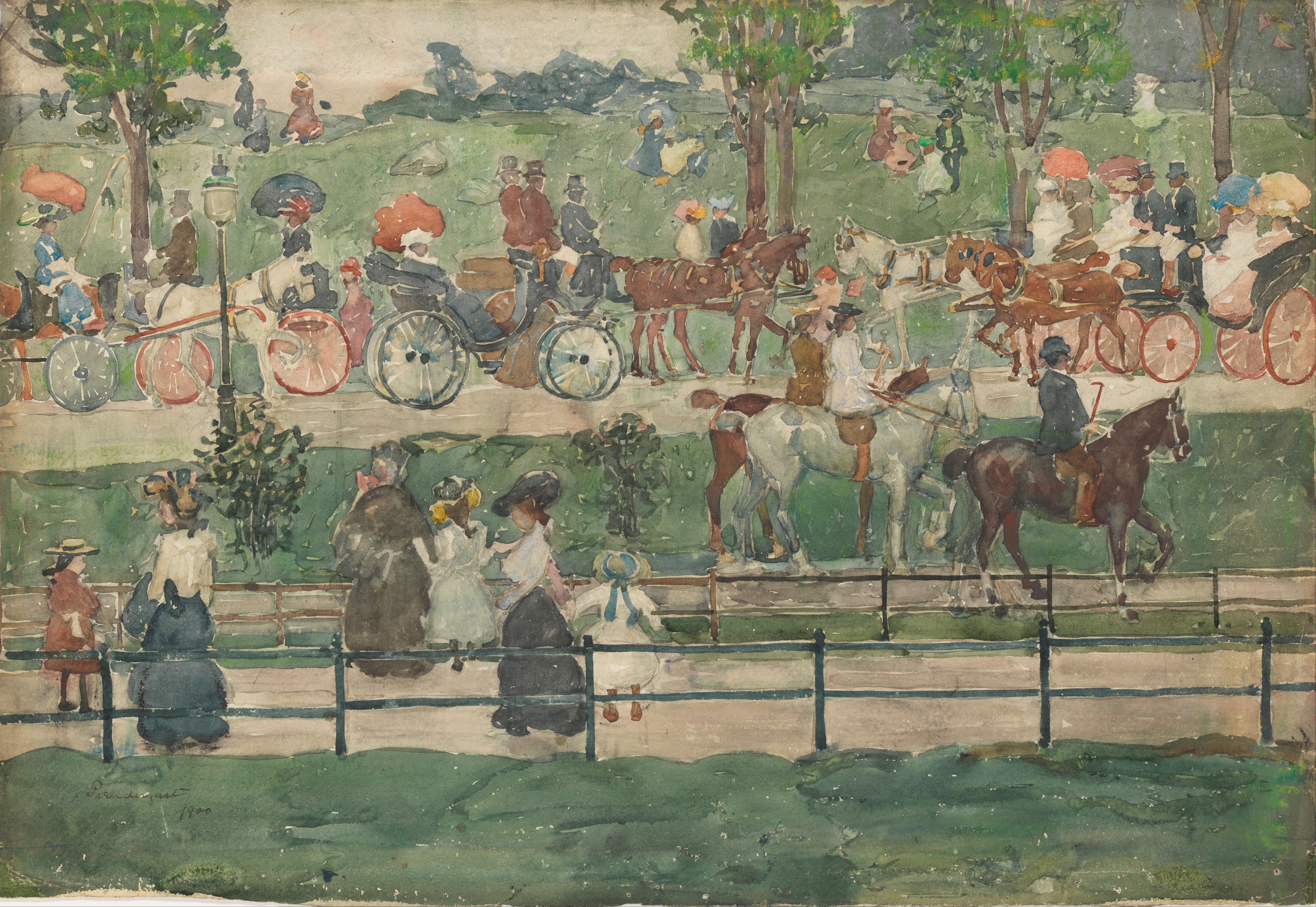
موريس برندرغاست، سنترال بارك، 1900، (1900)
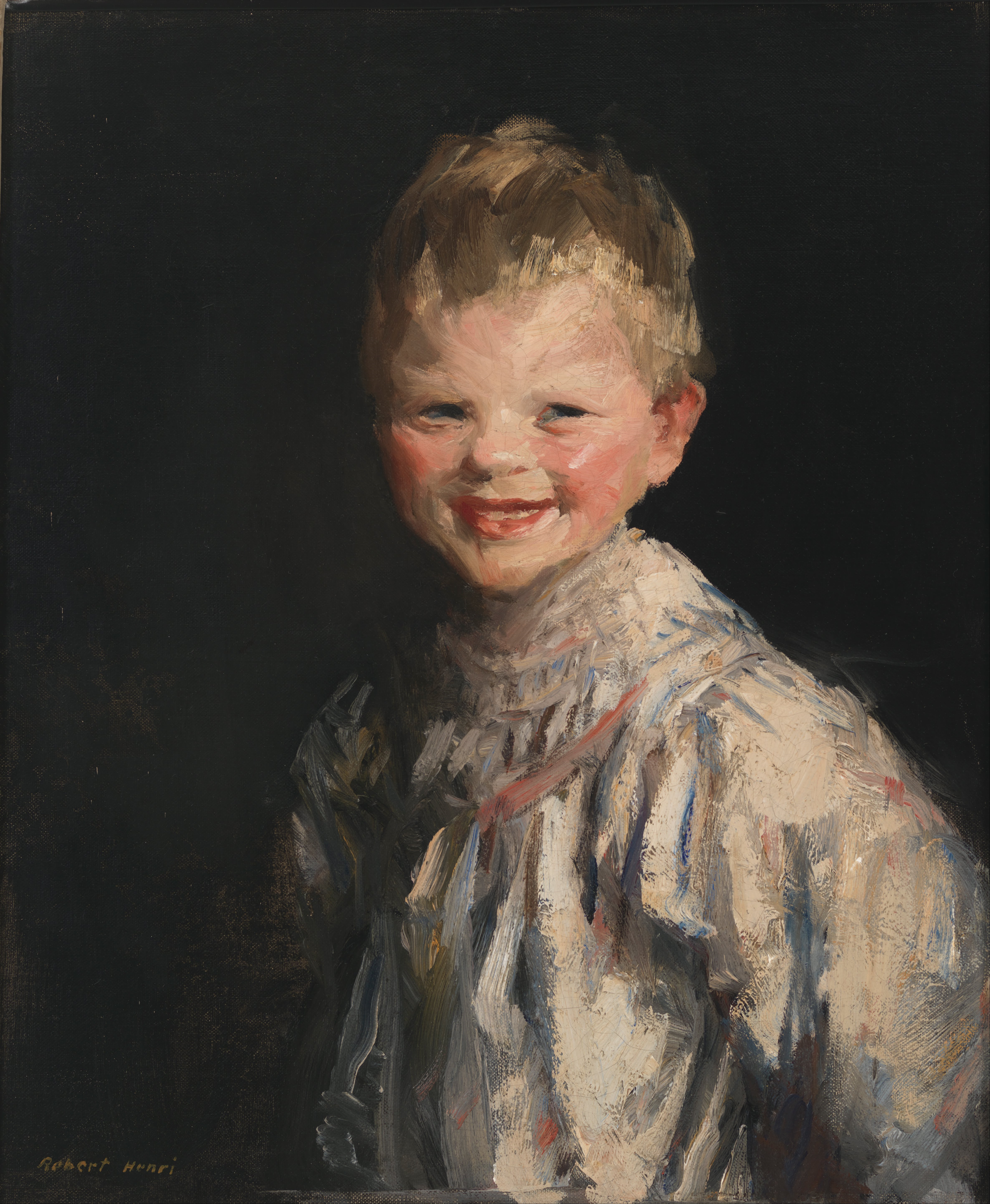
روبرت هنري، يضحك الطفل، (1907)
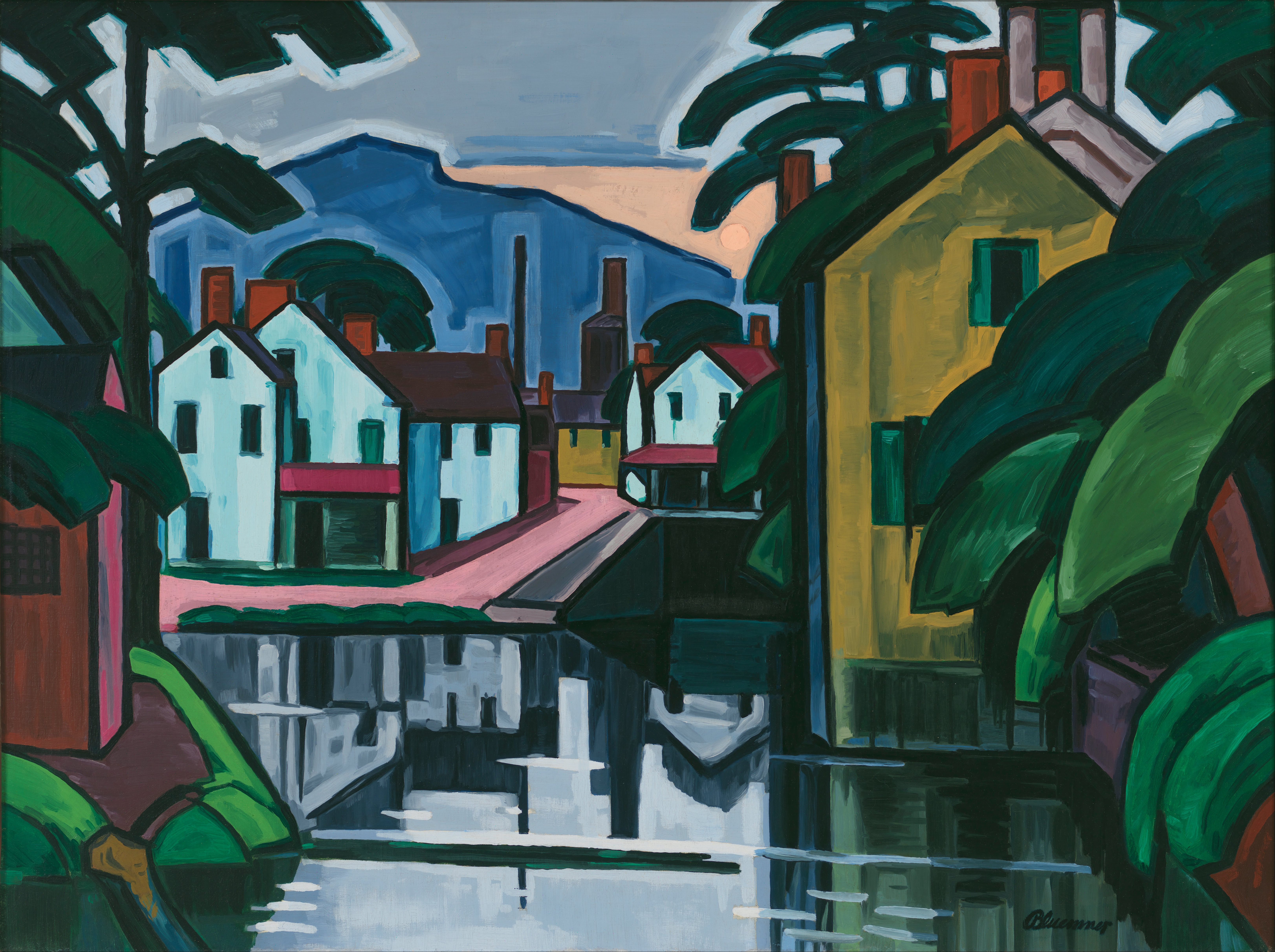
أوسكار فلوريانوس بلومنر، ميناء القناة القديم (1914)
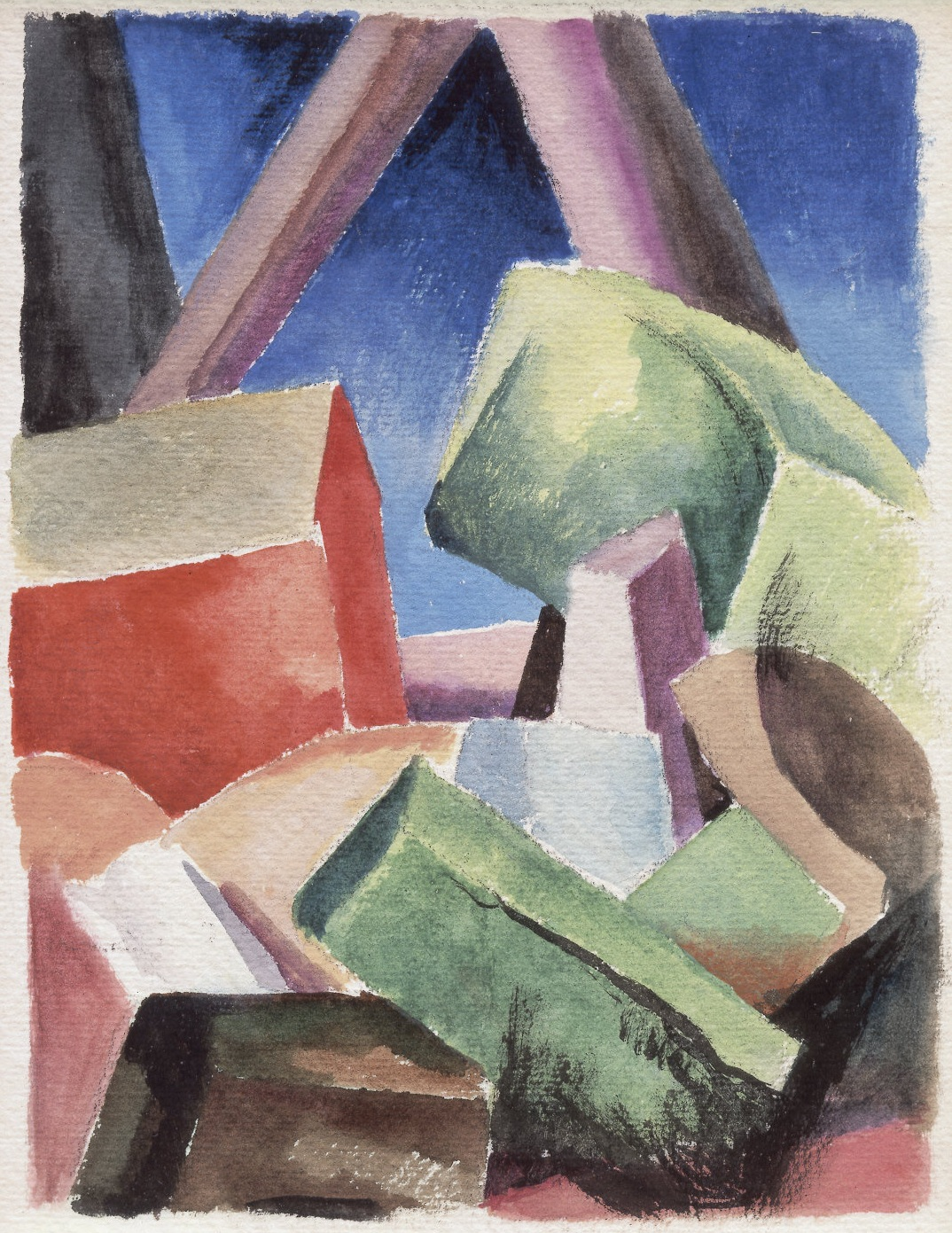
توماس هارت بينتون، منزل في المناظر الطبيعية التكعيبية (ج.1915-1920)
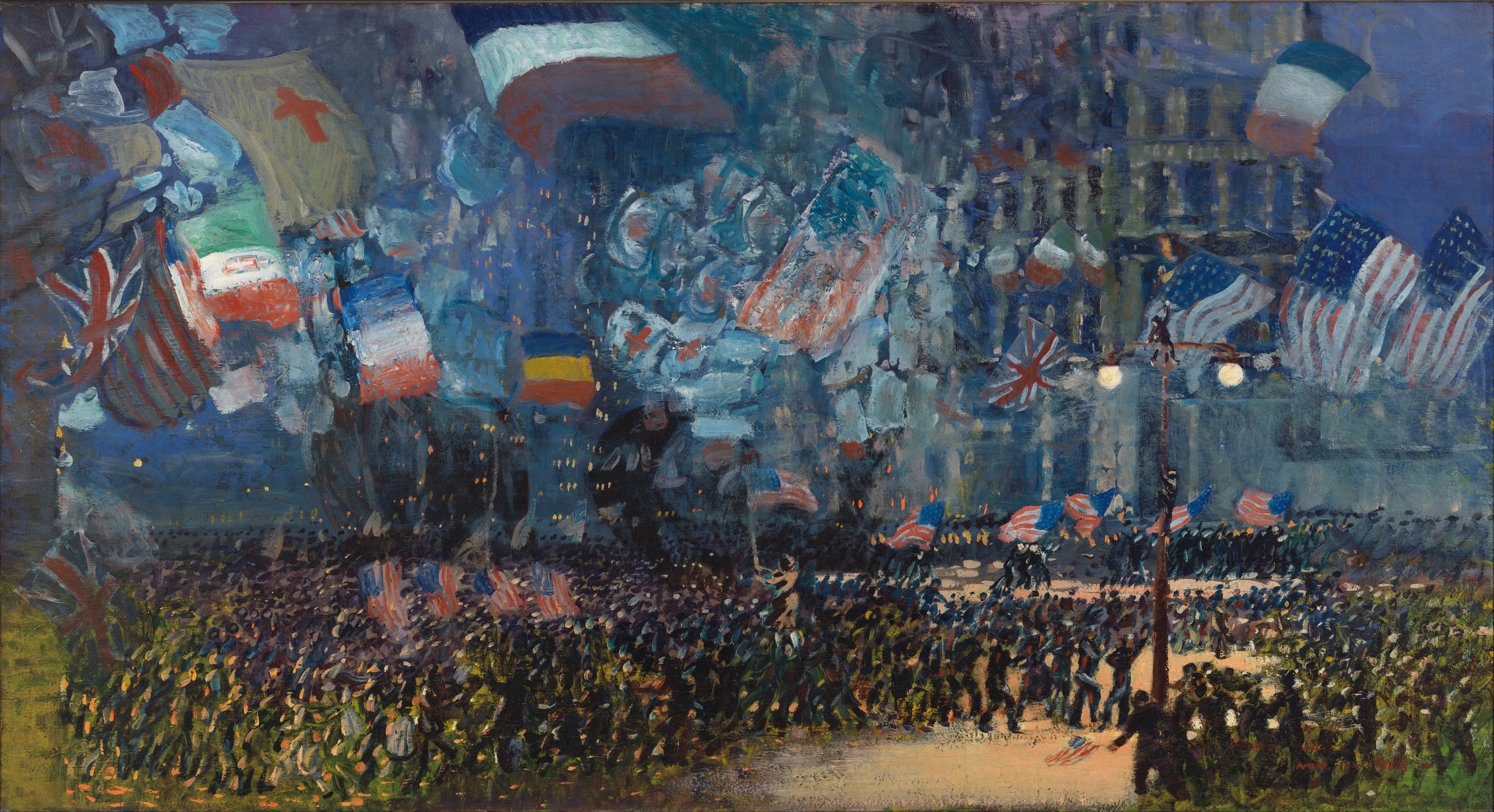
جورج لوكس، ليلة الهدنة (1918)
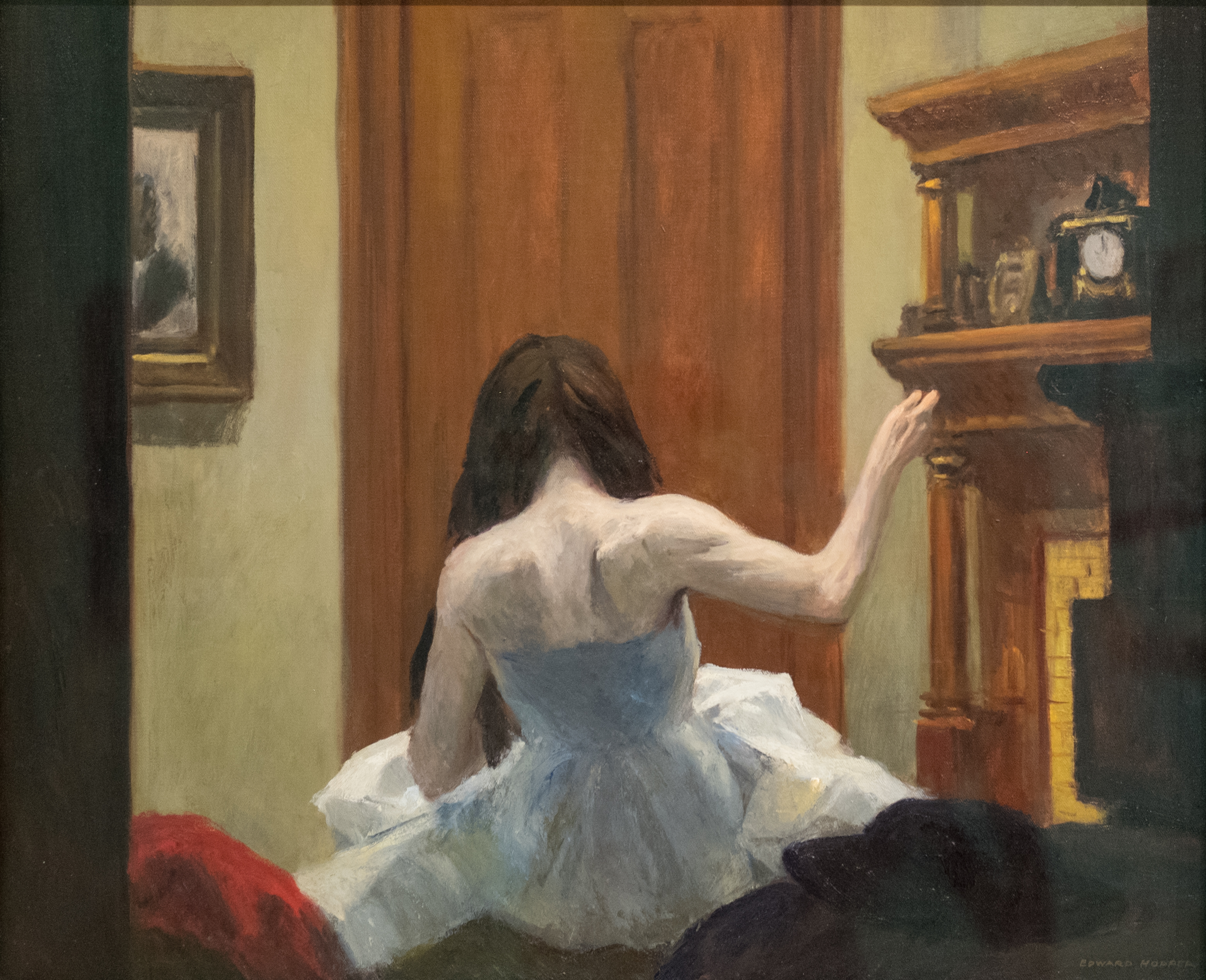
إدوارد هوبر، نيويورك الداخلية، ج. 1921
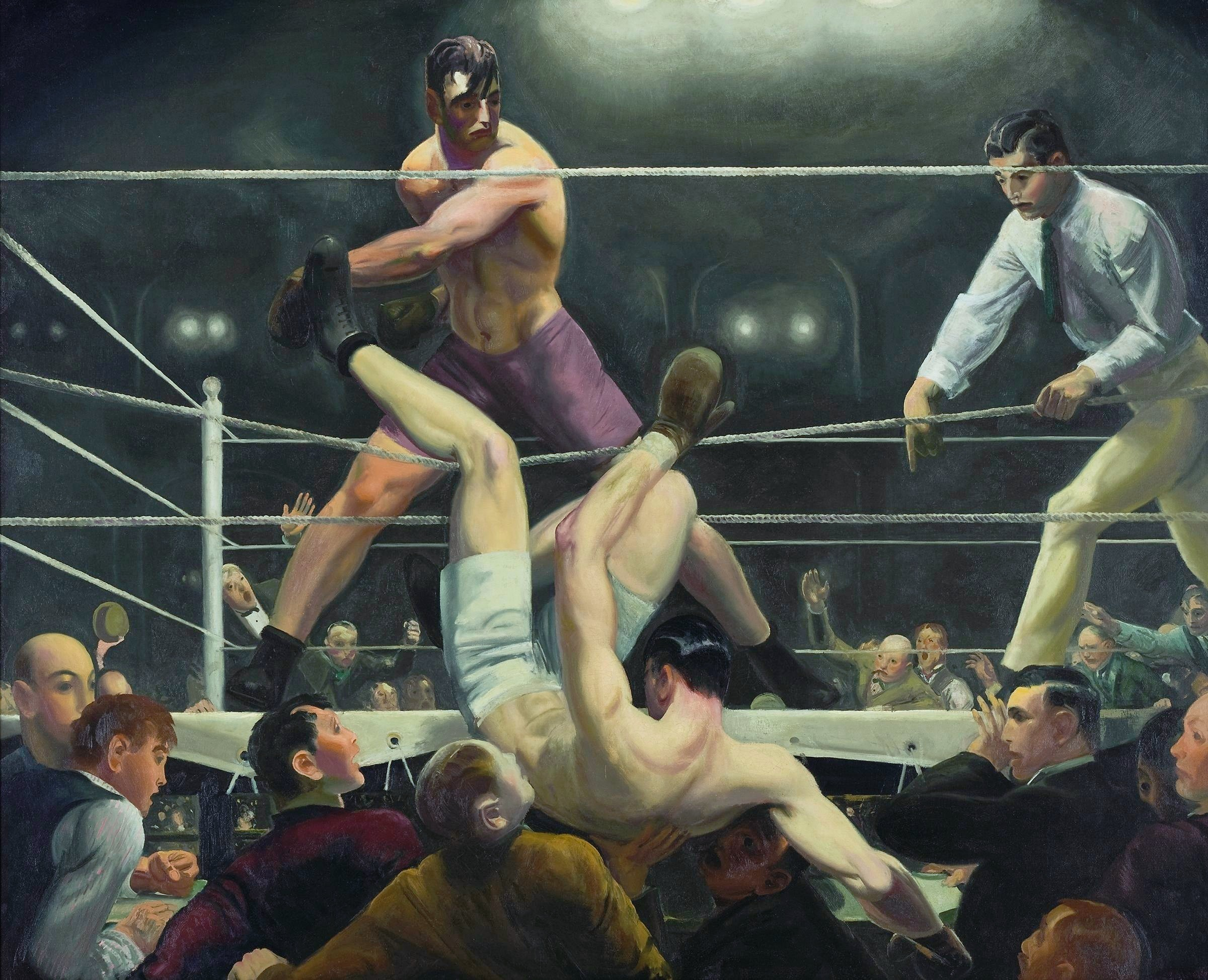
جورج بيلوز وديمبسي وفيربو (1924)

## المكتبة
مكتبة فرانسن مولهال أشيلس (بالإنجليزية: Frances Mulhall Achilles)‏ هي مكتبة بحثية بنيت في الأصل على مجموعات من الكتب والأوراق لمؤسسها غيرترود فاندربيلت ويتني، والمديرة الأولى لمتحف ويتني، جوليانا فورس. تعمل المكتبة في منطقة ويست تشيلسي في مدينة نيويورك. يحتوي على مجموعات خاصة ومحفوظات متحف ويتني. تحتوي المحفوظات، على الأرشيفات المؤسسية ومجموعات البحث ومجموعات المخطوطات. تتكون المجموعات الخاصة من كتب الفنانين، والحافظات، والصور الفوتوغرافية، والعناوين في سلسلة ويتني زملاء الفنانين والكتاب (1982-2001)، والملصقات، والأشياء الزائلة القيمة التي تتعلق بالمجموعة الدائمة. تشتمل المحفوظات المؤسسية على سجلات المعارض والصور الفوتوغرافية ومذكرات البحث الخاصة بالتنظيم ومراسلات الفنانين والتسجيلات الصوتية والمرئية وأوراق الأمناء من عام 1912 حتى الوقت الحاضر:
- مجموعة أبحاث أرشيل غوركي، من عشرينيات إلى تسعينيات القرن الماضي
- مجموعة أبحاث إدوارد هوبر، ١٨٩٤-٢٠٠٠، ويمكن الوصول إلى الكتب والمواد الموجودة في المكتبة في قاعدة بيانات المتحف.[35]

## برنامج الدراسة المستقلة
تأسس برنامج ويتني للدراسة المستقلة (ISP) في عام 1968 على يد رون كلارك. ساعد برنامج ويتني للدراسة المستقلة في بدء حياة الفنانين والنقاد والقيمين بما في ذلك جيني هولز وأندريا فرازير وجوليان شنابل وكاثرين بيغلو وروبرتا سميث وفيلكس جونزاليس-توريس، بالإضافة إلى العديد من المنتجين الثقافيين المعروفين. يتضمن البرنامج كلاً من تاريخ الفن وبرامج الاستوديو. في كل عام، يختار برنامج ويتني للدراسة المستقلة 14 طالبًا لبرنامج الاستوديو (فنانين)، وأربعة طلاب لبرنامج تنظيم المعارض (القيمون الفنيون) وستة طلاب لبرنامج الدراسات النقدية (باحثون). إنه برنامج مدته عام واحد يشمل الفنانين الزائرين والموظّفين ومؤرخي الفن والنقاد، ويتضمن قراءة النظرية. يبقى كلارك مديرها.

### خريجون متميّزون
- دامالي أبرامز — 2015-2016
- إيليا ألبا — 2000-2001
- جينيفر ألورا — 1998–1999
- تشارلي أهيرن — 1972-1973
- ليلى علي — 1991-1992
- فنان أمريكي — 2016-2017
- ريتشارد أرمسترونج — 1973-1974
- جورج بيكر — 1994-1995
- جاك بانكوفسكي — 1981-1982
- كارلوس باسوالدو — 1994-1995
- ديفيد بيتس — 1976-1977
- زوي بيلوف — 1985-1986
- ناعومي بيكويث — 2002-2003
- جوديث بيرنشتاين — 1975-1976
- اشلي بيكرتون — 1984-1985
- كاثرين بيجلو — 1971-1972
- ديفيد بيركين — 2012-2013
- هانا بلاك — 2013-2014
- دايك بلير — 1976-1977
- مورا بروير — 2014-2015
- ناتالي بوكشين — 1991-1992
- باور بوث — خريف 1967؛ ربيع 1968
- جريج بوردوويتز 1985-1986
- كانديس بريتز 1996-1997
- جافين براون — 1988-1989
- جيرارد بيرن — 1998-1999
- ماثيو باكنغهام — 1996-1997
- توم بور — 1987-1988
- جيمس كاسبير 1977-1978
- ديفيد تشيرني — 1995-1996
- لورا كوتنغهام — 1981-1982
- توني كوكيز 1983-1984
- رينيه كوكس 1992-1993
- سوزان دايتش — 1976-1977
- ج. يولاند دانيلز — 1996-1997
- مويرا ديفي — 1988-1989
- تحرير دياك — 1972-1873
- دانييل دين — 2013-2014
- الآن ديسوزا — 1993-1994
- نيتاشا ديلون — 2012-2013
- مارك ديون — 1984-1985
- بيتر دوروشينكو — 1986-1987
- جاردار إيدي أينارسون — 2002-2003
- كولين فيتزجيبون — 1973-1974
- أندريا فريزر — 1983-1984
- لاتويا روبي فرايزر — 2010-2011
- فيكتوريا فو — 2005-2006
- راينر جانال  — 1990-1991
- أندريا جيير  — 1999-2000
- ميلاني جيليجان — 2004-2005
- كين جونزاليس-داي — 1992-1993
- فيليكس جونزاليس توريس — 1980-1981
- رينيه جرين — 1989-1990
- جوهان جريمونبريز — 1992-1993
- مادلين جرينزتيجن — 1985-1986
- كاثرين جوند — 1988-1989
- أليسون جاني هاميلتون — 2013-2014
- لايل أشتون هاريس — 1992-1993
- K8 هاردي - 2002-2003
- هيذر هارت — 2008-2009
- شارون هايز — 1999-2000
- جيني هولزر — 1976-1977
- اشلي هانت 1999-2000
- بريان هانت  1971-1972
- ريان همفري — 2005-2006
- أديليتا حسني بي — 2012-2013
- جانيت إنجبرمان — 1975-1976
- راجكمال كحلون — 2001-2002
- إميلي جاسر — 1998-1999
- جين جين كايسن — 2007-2008
- توم كالين — 1987-1988
- نينا كاتشادوريان — 1995-1996
- ديفين كيني — 2014-2015
- جون كيسلر — 1979-1980
- مايكل كيسلر  — 1976-1977
- لورا كيبنيس — 1978-1979
- كارول آن كلوناريدس — 1972-1973
- جوتا كويثر — 1992-1993
- ميون كوون — 1998-1999
- باميلا إم لي — 1990-1991
- سام ليويت — 2004-2005
- جلين ليجون 1984-1985
- ماريا ليند — 1995-1996
- كاميرون مارتن — 1995-1996
- جون ميلر — 1977-1978
- يونغ سون مين — 1980-1981
- هيلين مولسوورث — 1989-1990
- ماريكو موري — 1992-1993
- ميليكو موكجوسي— 2007-2008
- سارة موريس — 1989-1990
- كارلوس موتا — 2005-2006
- أولريكه مولر — 2002-2003
- إليزا ميري — 2019-2020
- الأخت النرجسية — 2004-2005
- دونا نيلسون — ربيع 1968
- جون نيومان — 1972-1973
- أنجيل نيفاريز — 2001-2002
- هونغ نجو — 2011-2012
- جاكلين هوانج نجوين — 2010-2011
- سينام أوكودزيتو — 1999-2000
- توم أوترنيس — 1973-1974
- كليفورد أوينز  2000-2001
- كريستيان بول — 2005-2007
- كلير العنصرة — 1988-1989
- ماي ثو بيريت — 2002-2003
- بول فايفر — 1997-1998
- ليزا فيليبس — 1976-1977
- سارة بيروزك  — 1987 - 1988
- وليام بوب.ل — 1977-1978
- بيتينا بوستتشي — 1999-2000
- سريشتا بريمناث — 2007-2008
- شون راسبيت 2007-2008
- مايكل ريتشاردز — 1992-1993
- كاري ريكي — 1975-1976
- والتر روبنسون — 1972-1973
- كاريسا رودريجيز — 2001-2002
- إميلي رويسدون 2000-2001
- جايس سلوم — 1988-1989
- جوليان شنابل — 1973-1974
- أليزا شفارتس — 2014-2015
- كاتارينا سيفردينج — 1976-1977
- شيلي سيلفر  — 1980—1981
- كزافييرا سيمونز — 2004—2005
- جايسون سيمون — 1984-1985
- مايكل سميث — 1972-1973
- روبرتا سميث — 1968-1969
- إميلي سندبلاد — 2005-2006
- هو تام — 1996-1997
- خافيير تيليز — 1997-1998
- فاليري تيفير — 1999-2000
- مونجو طومسون  1994-1994
- ريركريت تيرافانيجا — 1985-1986
- أوسكار توازون  — 2001 - 2002
- فاطمة توجار — 1995-1996
- جوليا واتشيل — 1978-1979
- ماريان ويمز — 1985-1986
- روجر ويلش 1970–1971

## التنظيم والإدارة

### التمويل
اعتبارًا من مارس 2011، كان وقف ويتني 207 مليون دولار؛ من المتوقع أن يجمع المتحف 625 مليون دولار من حملته الرأسمالية بحلول عام 2015. اعتبارًا من يونيو 2016، نما الوقف إلى 308 مليون دولار.
تاريخياً، كان الأداء التشغيلي متوازناً بشكل أساسي. يقيد المتحف استخدام صندوق الهبات الخاص به لتغطية نفقات التشغيل السنوية بنسبة 5٪ من قيمة الصندوق. اعتمد ويتني تاريخيا على جامعي ومانحين من القطاع الخاص لاقتناء فن جديد. في عام 2008، قدم ليونارد إيه لودر للمتحف 131 مليون دولار، وهو أكبر تبرع في تاريخ ويتني. انخفضت التبرعات للمشتريات الجديدة إلى 1.3 مليون دولار في عام 2010 من 2.7 مليون دولار في عام 2006.

### المدراء
مدير المتحف هو آدم دي واينبرغ (منذ 2003). ومن بين المخرجين السابقين ماكسويل إل أندرسون (1998-2003) وديفيد أ. روس (1991-1997) وتوماس أرمسترونج الثالث (1974-1990) وجوليانا ريزر فورس (1931-1948).

### مجلس الأمناء
لسنوات، دعمت جيرترود فاندربيلت ويتني المتحف بمفردها، كما فعلت ابنتها، فلورا ويتني ميلر، من بعدها، وحتى عام 1961، كان مجلس إدارتها يديره أفراد العائلة إلى حد كبير. شغلت فلورا باين ويتني منصب أمين المتحف، ثم نائب الرئيس. من عام 1942 إلى عام 1974، شغلت منصب رئيس وكرسي المتحف، وشغلت بعد ذلك منصب الرئيس الفخري حتى وفاتها في عام 1986. عملت ابنتها فلورا ميلر بيدل كرئيسة حتى عام 1995. صدر كتابها «نساء ويتني والمتحف الذي صنعوه» عام 1999.
في عام 1961، أجبرت الحاجة إلى الدعم الخارجي مجلس الإدارة أخيرًا على إضافة أمناء خارجيين، بما في ذلك المصرفيين روي نيوبيرجر وآرثر ألتشول. أصبح ديفيد سولينجر أول رئيس خارجي،
- ليونارد إيه لودر، الرئيس الفخري لمجلس الأمناء
- فلورا ميلر بيدل، الرئيس الفخري لمجلس الأمناء
- روبرت جيه هيرست، الرئيس المشارك لمجلس الأمناء
- بروك جاربر نيديش، الرئيس المشارك لمجلس الأمناء
- نيل بلوم رئيس مجلس الأمناء
- آدم دي واينبرج، أليس برات براون مدير ويتني
- جون ستانلي، مدير العمليات

## النقد

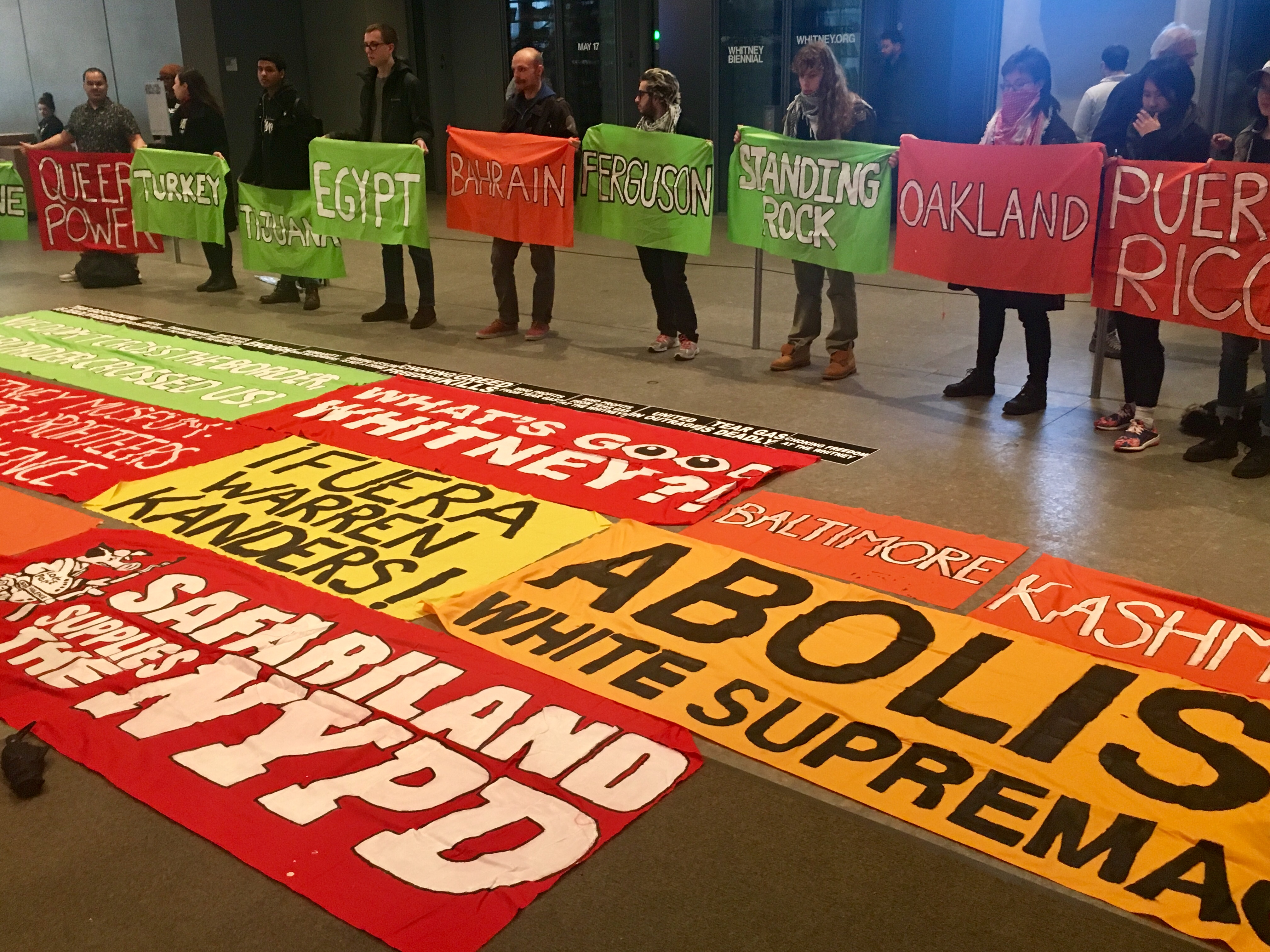
لافتات من 5 أبريل 2019، احتجاجًا من قبل مجموعة ديكولونايز ذيز بلايس Decolonize This Place في متحف ويتني، نيويورك، على ملكية نائب الرئيس وارن كاندرز لشركة سافاريلاند، الشركة المصنعة للغاز المسيل للدموع والأسلحة الأخرى

تعرض مجلس الأمناء لانتقادات منذ نوفمبر 2018 من قبل مجموعات بما في ذلك مجموعة إنهاء استعمار هذا المكان ضد نائب الرئيس وارن كاندرز ملكية الشركة Safariland التي صنعت الغاز المسيل للدموع ضد في أواخر عام 2018 قوافل المهاجرين، نشر 120 من العلماء والنقاد رسالة مفتوحة إلى متحف ويتني يطلب فيها إزالة كاندرز من لوحة المتحف؛ شمل الموقعون الإضافيون بعد النشر الأولي للرسالة ما يقرب من 50 فنانا تم اختيارهم لبينالي ويتني 2019. سلطت سلسلة من الاحتجاجات التي استمرت تسعة أسابيع من قبل أنهوا استعماء هذا المكان الضوء على استخدام أسلحة سافاريلاند ضد المتظاهرين وغيرهم في فلسطين وأماكن أخرى.
في 17 يوليو 2019، تجددت الدعوات لاستقالة كاندرز بعد نشر آرت فوريم لمقال بعنوان «بينالي الغاز المسيل للدموع» بقلم هانا بلاك وكياران فينلايسون وتوبي هاسليت. في 19 تموز، أربعة فنانين وهم مريم بناني، نيكول إيزنمان، ونقولا غالانين وفنان رابع نشروا مقالة في ارتفوروم، طلبوا فيها سحب أعمالهم من المعرض. (أول فنان انسحب كان مايكل راكويتز، الذي انسحب قبل افتتاح البينالي.) وبعد يوم، موجة ثانية من الفنانين (إدي أرويو، كريستين سون كيم، آجوستينا وودجيت، والهندسة المعمارية الشرعي انسحب أيضا).
في 25 يوليو 2019، أعلن وارن ب.كاندرز استقالته من مجلس أمناء متحف ويتني. لم يذكر كاندرز أي رغبة في لعب دور في زوال المتحف وحث زملائه الأمناء على تصعيد وتولي قيادة ويتني.

## روابط خارجية
- الموقع الرسمي
- مكتبة متحف ويتني
- Artport: The Whitney Museum Portal to Net Art
- الداخلية مختبر الحفظ